# Face (加藤和樹のアルバム)
『Face』（フェイス）は、加藤和樹の1枚目のアルバムである。

## 概要
- CD+DVD盤・通常盤の2種類がある。
- DVDには「Vampire」「ユメヒコウキ」「そばにいて」「WARNING」「Faith」5曲分のPVを収録。
- 2018年12月に本人作詞楽曲の「僕らの未来〜3月4日〜」を原案とした舞台が、本人主演作品として上演予定。[1]

## 収録曲
1. Faith
作詞/作曲：田中明仁　編曲：百田留衣
2. グローリー
作詞：斉藤ゆうすけ　作曲：堀井健季　編曲：木村真也
※バンド「ししとう」のカバー
3. 僕らの未来〜3月4日〜
作詞：加藤和樹　作曲：日田一聡　編曲：熊田豊
4. そばにいて
作詞/作曲：田中明仁　編曲：ha-j
5. Carnation
作詞/作曲/編曲：TAKESHI the rendez-vous
6. Lost time
作詞：加藤和樹　作曲：後藤冬樹　編曲：秋山誠司
7. ユメヒコウキ
作詞/作曲：田中明仁　編曲：明石昌夫
8. Shake!! Shake!! Shake!!
作詞/作曲/編曲：TAKESHI the rendez-vous
9. リアル
作詞：加藤和樹　作曲：宅見将典　編曲：百田留衣
10. Soul Survivor
作詞：野口圭　作曲：Eric Zay　編曲：QumicoFucci 水政創史郎
11. Starlight Dreamer
作詞/作曲：前田英男　編曲：熊田豊
12. Vampire
作詞：TAKESHI　作曲：田中明仁　編曲：明石昌夫
13. one
作詞：加藤和樹　作曲：樽木栄一郎　編曲：秋山誠司